# Juan Díaz (actor español)
Juan Díaz Pardeiro (n. 12 de mayo de 1976) es un actor español de cine, televisión y teatro.

## Biografía
Debutó como actor en 1995,  tanto en cine como en televisión participando en un episodio de Hermanos de leche y con un pequeño papel en la película Dile a Laura que la quiero. En 1998, obtuvo sus primeros papeles recurrentes, de nuevo en televisión. En La vida en el aire interpretaba a Charly mientras que en A las once en casa encarnó el papel de Luis durante varias temporadas.
Posteriormente su carrera se centró en el cine apareciendo en las películas El corazón del guerrero (1999), Báilame el agua (2000), Gente pez (2001) o No debes estar aquí (2002).
En 2004 regresó a la pequeña pantalla como miembro habitual del reparto de la serie Aquí no hay quien viva donde interpretaba a Álex Guerra Ruiz aunque siguió apareciendo en diversos largometrajes como La dama boba de Manuel Iborra (2006), Anastezsi de Miguel Alcantud (2007) o 3:19 de Dany Saadia (2008).
En 2011, se integró en el reparto de la serie de Telecinco Punta Escarlata y en el serial Amar en tiempos revueltos donde dio vida al personaje de Julio Segura durante cerca de doscientos episodios.
En 2014, aparece como Samuel en la serie de Televisión Española Cuéntame cómo pasó encarnando a un compañero de trabajo del hijo mayor de la familia Alcántara.
En el año 2021 forma parte de la candidatura de  Recortes Cero- Partido Castellano-Tierra Comunera en las elecciones de la Comunidad de Madrid.

## Premios y nominaciones
En 1999, obtuvo el Premio Unión de Actores a la mejor interpretación secundaria de teatro por Shopping and Fucking.  También fue nominado a los premios Max por esa misma obra de teatro.
En 2009 fue nominado por la Unión de Actores por Sin tetas no hay paraiso, en la categoría de actores de reparto de televisión.

## Filmografía
Televisión
- Hermanos de leche (1995)
- Lucrecia (1995)
- Turno de oficio: Diez años después (1996)
- Canguros (1996)
- La vida en el aire (1998)
- A las once en casa (1998-1999)
- Corazón robado (2000)
- Estudio 1 (2001)
- Aquí no hay quien viva (2004-2005) como Alejandro "Alex"Guerra Ruiz (42 episodios, temporadas 2-3)
- Sin tetas no hay paraíso (2008)
- Punta Escarlata (2011) como Rodolfo "Rudy" Armiñana Delgado
- Los misterios de Laura (2011) (episodio 15)
- Amar en tiempos revueltos (2011-2012)
- La que se avecina (2014) como Juan José (episodio 94, temporada 8)
- Cuéntame cómo pasó (2014-2023) como Samuel Uribe Castaño
- El final del camino (2017) como Raimundo de Borgoña
- Conquistadores: Adventum (2017) como Antonio Pigafetta
- La caza. Monteperdido (2019) como Gaizka
- Servir y proteger (2022) como Gael Cruz
- Bellas artes (serie de televisión) (2024) como Rodrigo Menéndez

Cine
| Año  | Película                                 | Personaje       | Director                       | Género             | Duración |
| ---- | ---------------------------------------- | --------------- | ------------------------------ | ------------------ | -------- |
| 1995 | Dile a Laura que la quiero               | Fermín          | José Miguel Juárez             | Comedia romántica  | 1h 41m   |
| 1995 | África                                   | Jony            | Alfonso Ungría                 | Drama              | 1h 43m   |
| 1996 | La buena vida                            | Ciego           | David Trueba                   | Drama/Comedia      | 1h 48m   |
| 1996 | Tengo una casa                           | Fino            | Mónica Laguna                  | Comedia            | 1h 30m   |
| 1996 | Éxtasis                                  | Hermano de Ona  | Mariano Barroso                | Drama              | 1h 28m   |
| 1998 | Me llamo Sara                            | Eduardo         | Dolores Payás                  | Drama              | 1h 46m   |
| 1999 | El corazón del guerrero                  | Víctor          | Daniel Monzón                  | Fantasía medieval  | 1h 54m   |
| 2000 | Báilame el agua                          | Carlos          | Josetxo San Mateo              | Drama romántico    | 1h 45m   |
| 2000 | Corazón robado                           | Clemente        | Bruce Pittman                  | Drama              | 1h 28m   |
| 2001 | Gente pez                                | Alboroto        | Jorge Iglesias                 | Comedia            | 1h 28m   |
| 2002 | No debes estar aquí                      | Rubén           | Jacobo Rispa                   | Thriller           | 1h 36m   |
| 2003 | Noviembre                                | Daniel          | Achero Mañas                   | Drama social       | 1h 44m   |
| 2006 | La dama boba                             | Pedro           | Manuel Iborra                  | Drama de época     | 1h 30m   |
| 2007 | Anastezsi                                | Riccardo        | Miguel Alcantud                | Thriller           | 1h 33m   |
| 2008 | Sexykiller, morirás por ella             | Jesus           | Miguel Martí                   | Comedia de terror  | 1h 30m   |
| 2008 | 3:19                                     | Andy            | Dany Saadia                    | Comedia dramática  | 1h 45m   |
| 2009 | La patrulla perdida (cortometraje)       | Andrés          | Guillermo Rojas                | Bélico             | 20m      |
| 2011 | El día que decidí matarme (cortometraje) | Emilio          | Salvador Guerra                | Drama              | 21m      |
| 2011 | Entrevista (cortometraje)                | Adrián          | Angela Armero                  | Drama/Thriller     | 15m      |
| 2015 | La española inglesa                      | Guillarte       | Marco A. Castillo              | Aventura romántica | 1h 49m   |
| 2016 | Cosmética terror                         | Taxista         | Fernando Simarro               | Comedia de terror  | 1h 49m   |
| 2016 | La mirada del hijo (cortometraje)        | Padre           | Jesús E. Armenteros            | Drama              | 5m       |
| 2017 | Ensalada de atún crudo (cortometraje)    | Rubio           | Sergio Milán, Beatriz Melgares | Drama social       | 8m       |
| 2018 | Conducta animal                          | Hermano de Emma | Miguel Romero                  | Thriller/Terror    | 1h 22m   |